# Tractor M4
El tractor veloz M4 de 18 toneladas fue diseñado como tractor principal de grandes cañones de artillería pesada, usado por el Ejército de los Estados Unidos a partir de 1943.

## Diseño y desarrollo
El M4 estaba basado en el chasis y tren de rodaje del obsoleto tanque ligero M2. Esta práctica común de reutilizar vehículos viejos simplificaba el desarrollo, permitiendo una mayor producción y haciendo el mantenimiento en el campo de batalla más sencillo. Una variante fue utilizada para remolcar cañones antiaéreos de 90 mm, el Long Tom de 155 mm y el obús de 203 mm. El compartimiento trasero era utilizado para transportar la tripulación del cañón así como otros elementos, y algunas variantes poseían una grúa para facilitar la manipulación de los proyectiles más pesados. Estaba movido por un motor en línea de gasolina Waukesha 145GZ, de seis cilindros y 210 cv (156 kW). Tenía una autonomía de 290 km, y una velocidad máxima de 53 km/h.

## Historia

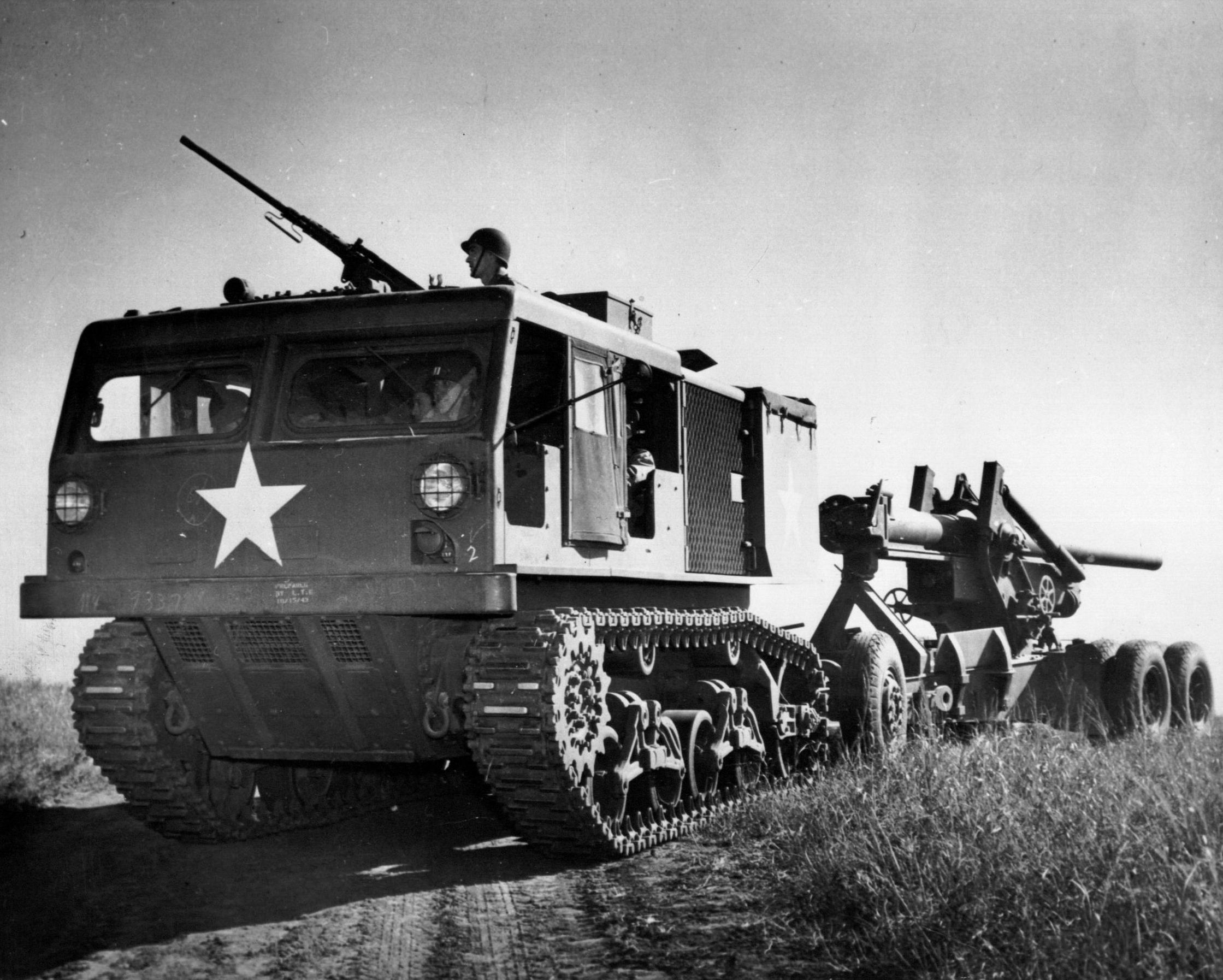
Un Long Tom de 155 mm remolcado por un M4 HST.

El M4 HST (High Speed Tractor) fue construido por Allis-Chalmers Mfg. Co. de Milwaukee, comenzando en 1942 y estuvo en servicio en el Ejército estadounidense hasta aproximadamente 1960. Bajo el Programa de Asistencia de Defensa Mutua el M4 fue suministrado a Grecia, los Países Bajos, Japón, Brasil, Yugoslavia, Venezuela y Pakistán, tras el final de la Segunda Guerra Mundial. En el 1965, durante la guerra Indo-pakistaní, el ejército pakistaní utilizó el tractor M-4 para transportar obuses M115 al campo de batalla de Chamb y luego al frente de Lahore.[cita requerida]

## Variantes
- M4, modelo base
- M4C, La designación "C" indica que posee soportes de munición en el compartimiento de la tripulación.
- M4A1, La modificación "A1" designa la suspensión más ancha usada con las orugas "pico de pato", al mismo estilo de la modificación E9 del M4 Sherman.
- Se usaron dos tipos de cajas de municiones en todos los modelos. Una caja de munición de 90 mm con puertas laterales, y una combinación de cajas de munición de 155 mm/240 mm con puerta trasera, y un polipasto.

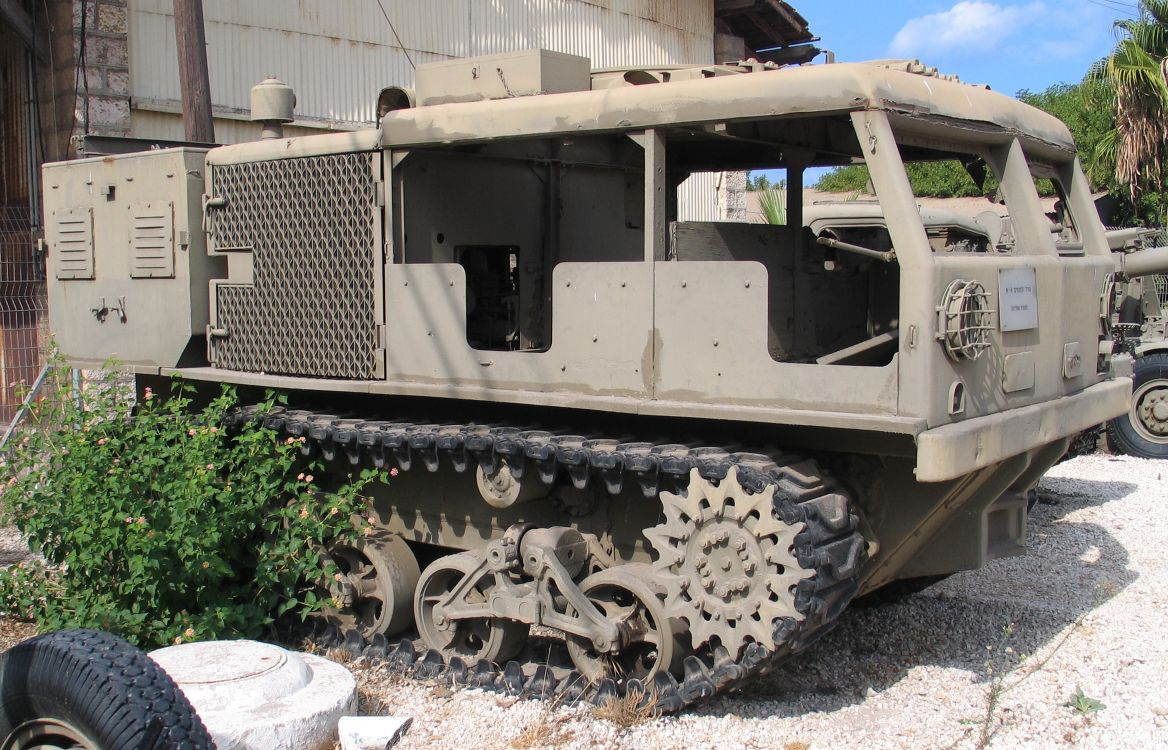
Un M4 HST en el Museo Batey ha-Osef, Tel-Aviv, Israel.

### Listas relacionadas
- Anexo:Materiales históricos del Ejército de Tierra de España desde la posguerra